# Andrzej Wronka
Andrzej Wronka (ur. 21 października 1897 w Biskupicach Zabarycznych, zm. 29 sierpnia 1974 we Wrocławiu) – polski duchowny rzymskokatolicki, doktor filozofii, rektor Papieskiego Kolegium Polskiego w Rzymie w latach 1938–1945, administrator apostolski sede vacante diecezji chełmińskiej w latach 1945–1946, administrator apostolski sede plena diecezji gdańskiej w latach 1945–1951, biskup pomocniczy wrocławski w latach 1957–1974 (do 1967 formalnie gnieźnieński).

## Życiorys
Uczył się w Królewskim Gimnazjum w Ostrowie, maturę zdał w 1918 w gimnazjum w Kępnie. Później studiował w arcybiskupich seminariach duchownych w Poznaniu i w Gnieźnie. Święcenia kapłańskie otrzymał 26 maja 1923 w Poznaniu z rąk kardynała Edmunda Dalbora.
Żołnierz armii niemieckiej, uczestnik powstania wielkopolskiego, działacz tajnej organizacji patriotycznej pod nazwą Towarzystwo Tomasza Zana, uczestnik akcji plebiscytowej na Górnym Śląsku.
Profesor seminarium duchownego, pracownik kurii arcybiskupich w Gnieźnie i Poznaniu, rektor Kolegium Polskiego w Rzymie w 1938. Podczas okupacji przebywał w Gnieźnie, uczestnicząc w tajnej pracy duszpasterskiej.
15 sierpnia 1945 mianowany został przez kardynała Augusta Hlonda, na mocy jego specjalnych uprawnień, administratorem apostolskim diecezji chełmińskiej i diecezji gdańskiej. 1 lipca 1946 przekazał władzę w diecezji chełmińskiej biskupowi Kazimierzowi Kowalskiemu. Przyczynił się do rozwoju polskiego życia religijnego w diecezji gdańskiej, z której 26 stycznia 1951 został usunięty przez władze państwowe. Następnie przebywał w Poznaniu.
30 maja 1957 został mianowany biskupem pomocniczym archidiecezji gnieźnieńskiej skierowanym do pracy duszpasterskiej we Wrocławiu i biskupem tytularnym Vatarby. Święcenia biskupie przyjął 29 grudnia 1957 w bazylice jasnogórskiej w Częstochowie. Konsekrował go kardynał Stefan Wyszyński, arcybiskup metropolita gnieźnieński i warszawski, w asyście Antoniego Baraniaka, arcybiskupa metropolity poznańskiego, i Bolesława Kominka, delegata Prymasa Polski z uprawnieniami biskupa rezydencjalnego we Wrocławiu. Jako zawołanie biskupie przyjął słowa „In Christo” (W Chrystusie). 16 października 1967 został oficjalnie mianowany biskupem pomocniczym archidiecezji wrocławskiej.
Był współkonsekratorem podczas sakry biskupa pomocniczego wrocławskiego (formalnie gnieźnieńskiego) Pawła Latuska (1962) i biskupa pomocniczego gdańskiego Kazimierza Kluza (1972). Brał udział w I i IV sesji soboru watykańskiego II.
Został pochowany na cmentarzu św. Wawrzyńca w grobowcu biskupów pomocniczych wrocławskich.

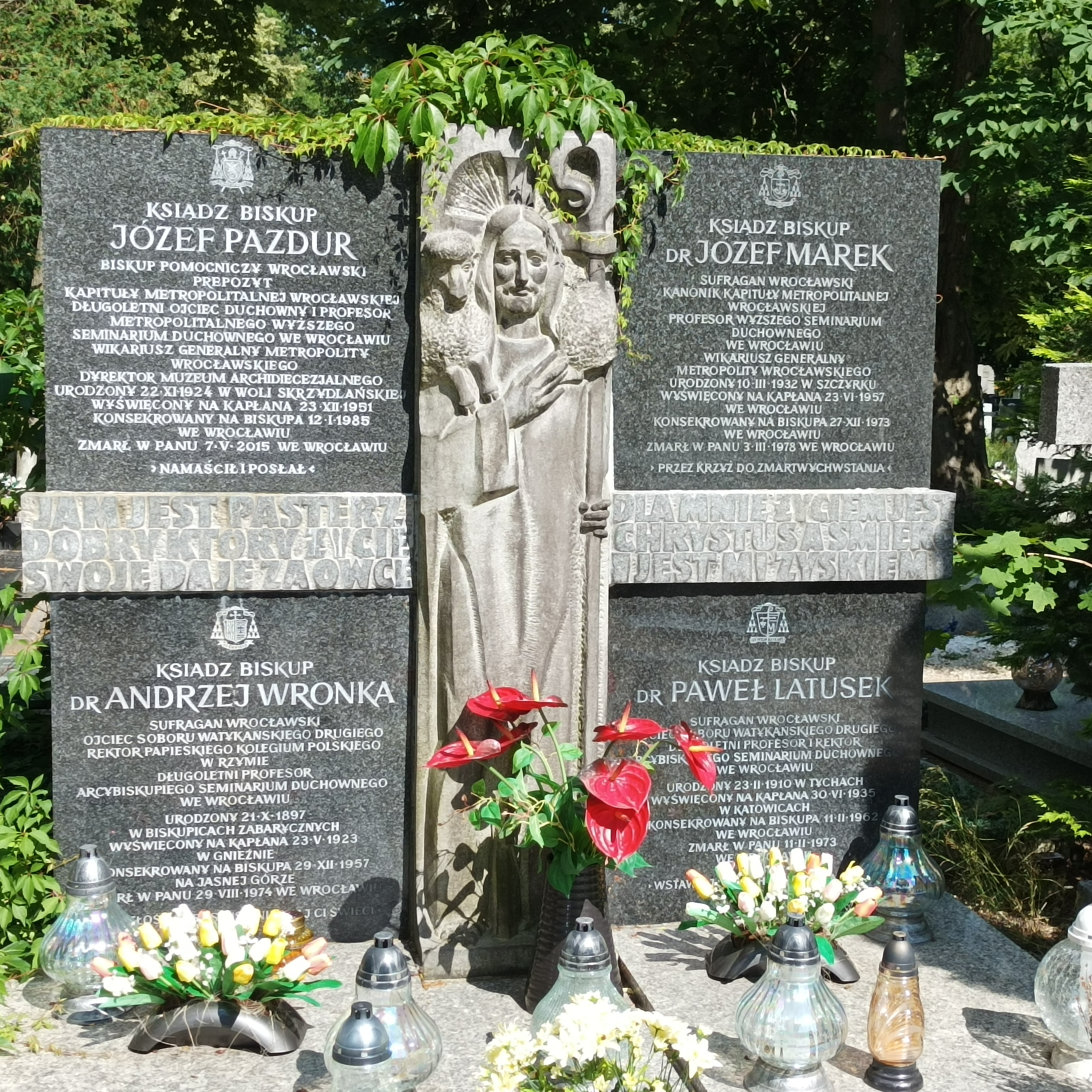
Grób ks. Andrzeja Wronki i biskupów pomocniczych wrocławskich na cmentarzu św. Wawrzyńca we Wrocławiu